# Klaus Uwe Ludwig

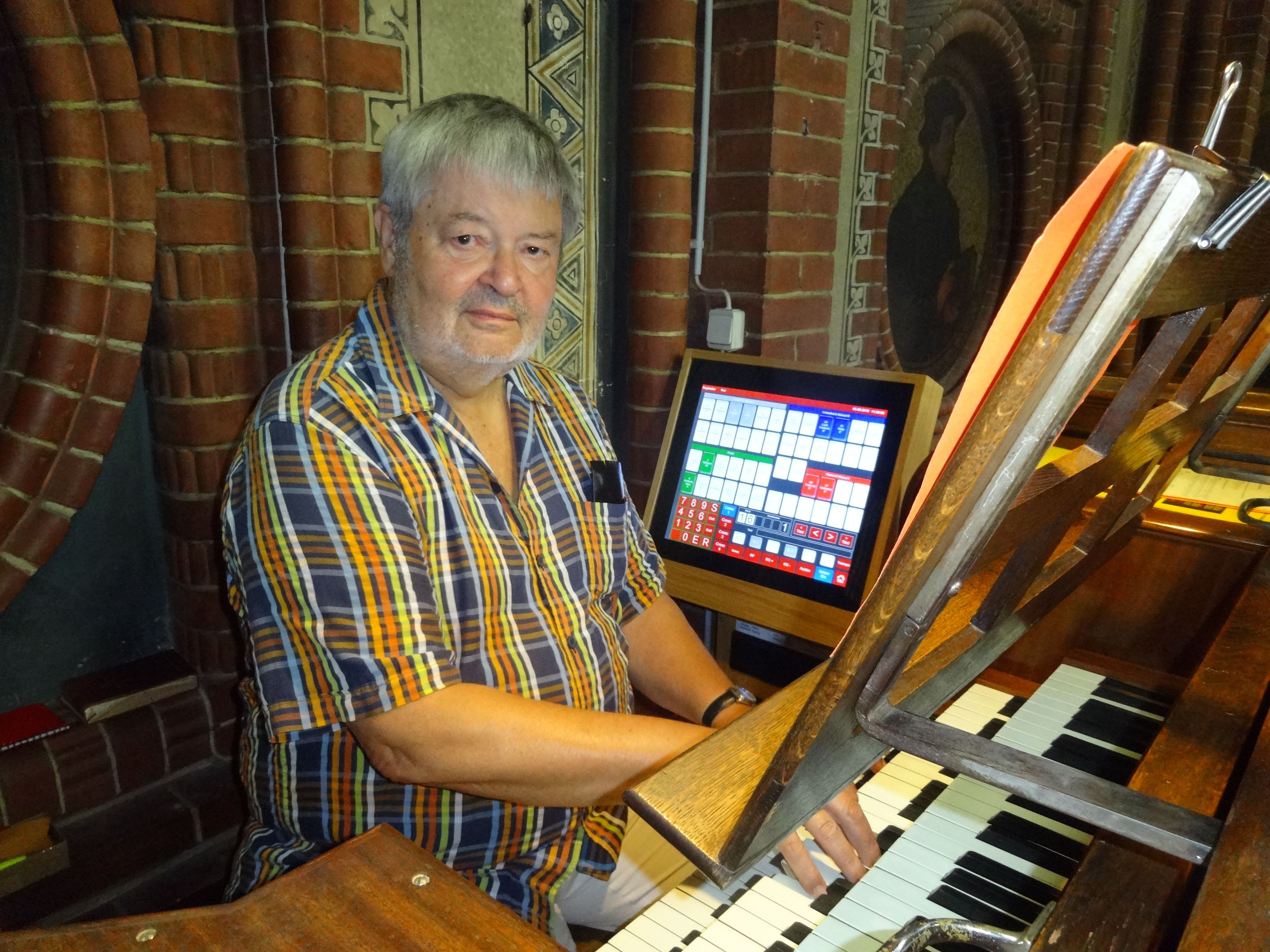
Klaus Uwe Ludwig am Spieltisch der Bergkirche in Wiesbaden, 2016

Klaus Uwe Ludwig (* 16. September 1943 in Göttingen; † 20. Dezember 2019 in Wiesbaden) war ein deutscher Kirchenmusiker und Komponist.

## Leben
Ludwig studierte nach dem Abitur Evangelische Kirchenmusik an der Hochschule für Kirchenmusik in Heidelberg, wo er 1966 sein A-Examen ablegte. 1967 folgte das Konzert-Diplom (Prädikat „mit Auszeichnung“). Berufliche Stationen waren die Melanchthonkirche in Mannheim, die Stadtkirche Kitzingen und das Stadt- und Bezirkskantorat Regensburg. 1977 wurde er zum Kirchenmusikdirektor ernannt. Von 1978 bis Ende 2008 wirkte er an der Lutherkirche in Wiesbaden und war anschließend im Ruhestand. In Wiesbaden gründete und leitete er den Bachchor, das Bach-Orchester und die „Kleine Kantorei“, 2003 wurde dem Chor unter seiner Leitung der Kulturpreis der Landeshauptstadt Wiesbaden verliehen. Er spielte Uraufführungen von Stücken von Zsolt Gárdonyi, Theo Brandmüller, Harald Genzmer, Claus Kühnl, Rolf Schweizer sowie von eigenen Kompositionen, und veröffentlichte zahlreiche Tonträger. Er wirkte als Konzertorganist, Dirigent, Sänger (Bassbariton), Pianist, Instrumentenbauer, Regisseur, Arrangeur, Textdichter, Autor und Herausgeber.
Sein Sohn ist der Dirigent und Hochschullehrer Florian Ludwig.

## Werke
Ludwig schuf zahlreiche Kompositionen und veröffentlichte eigene Tonträger. Für die Kinderkantorei des Bachchors schrieb er acht Singspiele zu Texten wie Die Regentrude (Theodor Storm), Die Geschichte von Kalif Storch (Wilhelm Hauff), Die kluge Bauerntochter (Brüder Grimm), Das Gespenst von Canterville (Oscar Wilde), Jocko, der Neffe (nach Der Affe als Mensch, Wilhelm Hauff), Der Kaiser und die Nachtigall (nach Des Kaisers Nachtigall, Hans Christian Andersen), Der Prinz und die Schwalbe (nach Der glückliche Prinz, Oscar Wilde) sowie Der Feuervogel. Die szenische Kantate Die Heinzelmännchen entstand bereits für den Regensburger Kinderchor. Drei dieser Stücke sind als Tonträger erschienen.

## Tonträger
- 1981 Johann Sebastian Bach Dritter Teil der Clavier-Uebung (Bestenliste der deutschen Schallplattenkritik)
- 1985 Zoltán Gárdonyi Orgelwerke
- 1989 Sigfrid Karg-Elert Bilder vom Bodensee
- 1995 Johann Sebastian Bach Leipziger Choräle

## Auszeichnung
- Ehrenurkunde für Kultur und Kunst[13] des Landes Hessen, 1998[14]